# 행복하고 싶어요
《행복하고 싶어요》는 대한민국의 SBS의 아침드라마이다.
1994년 2월 14일부터 같은 해 7월 9일까지 방영되었던 SBS 아침연속극이다.

## 출연
- 김혜선(채운희)
- 나한일(허필재)
- 홍요섭(오강훈)
- 장혜숙(한경숙)
- 백일섭(오병택)
- 김민정(운희 모)
- 허진(오강희)
- 이지현(김동은)
- 김미란, 이정윤
- 김은수(강영주)
- 오영갑, 김영기